# WK리그
WK리그(WK League)는 2009년부터 시작된 세미 프로페셔널 여자 축구 리그이다. 대한축구협회와 한국여자축구연맹에서 주관하는 대한민국의 가장 높은 여자 축구 리그 대회이다. 각 클럽마다 연고지는 협약이 되어 있으나 실제 연고지에서 홈 앤드 어웨이 경기를 펼치는 대신 전국 3개 경기장을 순회하며 중립 경기를 치러 오다가, 2014년 시범운영을 거쳐 2015년부터 본격적인 홈 앤드 어웨이 운영을 실시한다.

## 역사
WK리그는 여자 축구의 경기력 향상을 목적으로 2009년에 고양 대교 캥거루스, 인천 현대제철 레드엔젤스, 수원시시설관리공단, 충남 일화 천마, 서울시청 아마조네스, 부산 상무 등 6개 팀으로 출범하였다. 이후 2011 시즌을 앞두고 충북 스포츠토토와 전북 국민체육진흥공단(전북 KSPO)이 창단되면서 8개 팀으로 리그를 치르게 되었다.
리그 출범 초대 챔피언은 대교 캥거루스가 차지했다. 그리고 2011 시즌과 2012 시즌에도 챔피언 자리에 오르면서 리그 4년 동안 3차례 우승하는등 강팀의 면모를 보였다. 반면 인천 현대제철 레드엔젤스는 리그 출범 이후 매 시즌마다 챔피언 결정전에 진출하였으나 아쉽게도 준우승에 머무르면서 4년 연속 준우승이라는 진기록을 남기기도 했다.
2012 시즌이 종료된 뒤 수원시의 일방적인 팀 해체 선언이 있었고 이로 인해 수원시시설관리공단과 여자실업리그에 중대한 위기가 찾아왔다. 수원시시설관리공단의 해체는 프로야구 10구단 유치와 맞물리면서 야구단을 유치하기 위해 축구가 희생되는 것이 아니냐는 논쟁을 만들었다. 여자축구팬들의 지속적인 해체반대운동과 반대 여론에 부딪혀 팀 해체는 유보되었지만 일시적으로 운영을 지속한다는 전제하에 팀을 유지하기로 하였다.
수원시시설관리공단의 해체 위기를 넘기자마자 이번엔 충남 일화 천마의 팀 해체 소식이 전해졌다. K리그 클래식 성남 일화 천마와 마찬가지로 통일그룹에서 운영중이던 여자축구단인 충남 일화 천마가 일방적 해체 통보를 전해 온 것이다. 수원시시설관리공단과 마찬가지로 팬들과 여론의 반대 의견에 부딪혔으나 11월말 충남 일화 천마의 해체가 최종 결정되었다. 결국 2012 시즌을 마무리하는 시점에서 WK리그 팀은 1개팀이 감소한 7개팀으로 다음 시즌을 준비하게 된다.

### 2013 시즌
서울시청의 강세가 눈에 띄었다. 중하위권이었던 서울시청은 박은선의 활약에 힘입어 팀 창단 첫 플레이오프에 오르게 되었다. 플레이오프에서 리그 3위인 고양 대교를 3:2로 꺾고 챔피언결정전에 올랐으나 최종 챔피언은 인천 현대제철이 차지하였다. 이로써 인천 현대제철은 리그 첫 우승을 차지하게 되었다.
WK리그는 드래프트를 통해 신인 선수들과 계약하고 있으며 1순위부터 차순위마다 각각의 계약기간과 연봉을 다르게 책정하고 있다. 각 팀마다 계약기간이 만료되면 FA가 되며 이적과 관련된 부분은 다른 리그와 대동소이하다.

### 2014 시즌
대전 스포츠토토와 고양 대교가 홈 앤드 어웨이를 시행하는 첫번째 구단이 되면서 홈 앤드 어웨이로 가기 위한 과도기적 단계를 거치게 된다. 이와 아울러 2015년에는 지역연고정착의 원년으로 삼고 홈 앤드 어웨이의 전면 시행을 목표로 하고 있다. 순위는 바뀌었지만 지난 시즌과 마찬가지로 고양 대교와 서울시청이 플레이오프에 진출했다. 플레이오프에서는 고양 대교가 서울시청은 1:0으로 이기고 챔피언 결정전에 올랐다. 이로써 2014 챔피언 결정전은 인천 현대제철과 고양 대교의 챔피언 결정전에서만 4번째 만남이 되었으며, 결과는 1차전 1:0 2차전 0:0으로 1승 1무를 기록한 인천 현대제철이 챔피언 결정전에서 처음으로 고양 대교를 누르고 우승트로피를 들어올렸다.
인천 현대제철은 이로써 2년 연속 챔피언 자리에 올랐다.

### 2015 시즌
전 구단이 홈구장을 정하여 홈 앤드 어웨이를 전면 시행한다고 하였으나 부산 상무의 경우 연고지가 아닌 보은에서 홈경기를 치른다.
대교의 경우 연고지를 고양에서 이천으로 옮겼으며, 국민체육진흥공단(KSPO)또한 전북에서 화천으로 연고지를 옯겼다.
정규리그는 단 1패만을 당한 인천 현대제철이 19승 4무 1패로 1위 이천 대교가 2위 수원FMC가 3위를 차지하여 이천 대교와 수원FMC가 플레이오프를 치렀다.
10월 26일 이천종합운동장에서 열린 이천 대교와 수원FMC의 플레이오프에서는 이천 대교가 수원FMC를 2:1로 이기고 챔피언 결정전에 진출하여 인천 현대제철과 지난해에 이어 두 번 연속 챔피언 결정전에서 만나게 되었다.
11월 2일 이천종합운동장에서 열린 챔피언 결정전 1차전은 양팀 0:0으로 승부를 가리지 못했다.
11월 9일 인천남동아시아드경기장에서 열린 챔피언 결정전 2차전에서는 후반전까지 0:0으로 승부를 가리지 못해 연장전으로 넘어갔다.
연장 전반 8분 김상은이 골을 성공시키면서 1:0으로 앞서 나가기 시작했고 이 상황은 연장전 30분이 지나고 연장 후반 추가 시간까지 이어져 이천 대교의 4번째 우승이 눈앞에 있었다. 하지만 연장 후반 추가시간 2분중 1분 20여초가 지나는 순간 인천 현대제철의 비야가 왼쪽에서 크로스를 올렸고 이 공이 페넬티에어리어 안에 있는 이세은 선수에게로 향하는 도중이 이천 대교의 김아름이 파울을 범하면서 인천 현대제철이 PK를 얻어 비야가 성공시킴으로써 1:1로 경기를 마쳤다.
이어진 승부차기에서 양팀 1번키커인 박은선과 이세은이 성공시켰으며, 이천 대교의 2번 키커인 쁘레치냐의 슛이 골포스트를 맞고 나왔고 이어 인천 현대제철의 김도연이 성공시킴으로써 승부차기에서 1:2로 인천 현대제철이 앞서기 시작했다. 양팀 3번 키커인 이은미와 비야가 나란히 골을 성공시켰고, 이천 대교의 4번 키커인 문미라가 성공시킨 반면 인천 현대제철의 4번 키커인 김나래는 실축을 하여 양팀 3:3인 상황이 되었다. 이에 마지막 5번 키커에 챔피언의 운명이 걸린 상황에서 이천 대교는 전민경을 키커로 내세웠으나 전민경이 실축하고 인천 현대제철의 5번 키커인 김정미가 성공함으로써 승부차기 4:3으로 인천 현대제철이 2015 WK리그 챔피언의 자리에 올랐다. 이로써 인천 현대제철은 WK리그 최초 3년 연속 통합 우승이라는 기록을 세웠다.

### 2016 시즌
스포츠토토가 대전에서 구미로 연고 이전을 하여 충북->대전->구미로 이어지는 세 번째 연고지를 가지게 되었다. 구미 스포츠토토가 창단 후 처음으로 3위를 차지하여 플레이오프에 올랐으나 플레이오프에서 이천 대교에 0:2로 지면서 챔피언결정전에는 진출을 하지 못했다.
플레이오프에서 박은선의 2골로 2:0으로 구미 스포츠토토를 이기고 올리온 이천 대교는 이천에서 열린 챔피언 결정전 1차전에서 0:0으로 비겼으나 인천에서 열린 2차전에서는 0:4로 패하였다.
정규리그 1위로 챔피언 결정전에 직행한 인천 현대제철은 1차전에서 0:0, 2차전에서 비야의 헤트트릭에 힘입어 4:0으로 이기고 4년 연속으로 통합 우승을 차지하여 WK리그 최초로 4번째 별과 함께 4년 연속 통합우승이라는 기록을 남겼다.

### 2017 시즌
경주 한국수력원자력이 창단되면서 2012년 이후 5년 만에 WK리그 팀이 8팀이 되었다. 이 시즌부터는 월요일, 목요일이 아닌 월요일, 금요일에 리그가 진행된다.
리그 개막은 4월 14일 금요일에 열렸다. 플레이오프에서 정규리그 3위를 한 화천 KSPO가 2위인 이천 대교에 2:1로 이기면서 창단 첫 챔피언 결정전에 진출했다. 챔피언 결정전에서 정규리그 1위를 한 인천 현대제철은 화천에서 열린 챔피언 결정전 1차전에서 3:0, 인천에서 열린 2차전에서도 3:0으로 승리하였다. 인천 현대제철은 5년 연속으로 통합 우승을 차지하여, WK리그 최초로 5번째 별과 함께 5년 연속 통합우승이라는 기록을 남겼다. 그리고 시즌 종료 뒤 여자 축구의 명문 이천 대교는 모기업의 스포츠마케팅 구조조정개편으로 인해 많은 여자축구팬들의 반발에도 불구하고 해체되는 비극을 겪었다.

### 2018 시즌
창녕 WFC가 창단되었다. 수원시설관리공단이 수원도시공사로 팀명이 바뀌었다. 2019 프랑스 여자월드컵 아시아지역 예선을 겸한 2018 요르단 여자 아시안컵 관계로 다른 시즌 보다 좀 늦은 4월 23일에 개막한다.

## 역대 스폰서
| 연도   | 스폰서      | 공식 대회명칭               |
| ------ | ----------- | --------------------------- |
| 2009년 | 대교눈높이  | 대교눈높이 2009 WK리그      |
| 2010년 | 대교눈높이  | 대교눈높이 2010 WK리그      |
| 2011년 | IBK기업은행 | IBK기업은행 2011 WK리그     |
| 2012년 | IBK기업은행 | IBK기업은행 2012 WK리그     |
| 2013년 | IBK기업은행 | IBK기업은행 2013 WK리그     |
| 2014년 | IBK기업은행 | IBK기업은행 2014 WK리그     |
| 2015년 | IBK기업은행 | IBK기업은행 2015 WK리그     |
| 2016년 | IBK기업은행 | IBK기업은행 2016 WK리그     |
| 2017년 | IBK기업은행 | IBK기업은행 2017 WK리그     |
| 2018년 | 현대제철    | 현대제철 H CORE 2018 WK리그 |
| 2019년 | -           | 2019 WK리그                 |
| 2020년 | -           | 2020 WK리그                 |
| 2021년 | 한화생명    | 한화생명 2021 WK리그        |
| 2022년 | 현대제철    | 현대제철 2022 WK리그        |
| 2023년 | 현대제철    | 현대제철 2023 WK리그        |

## 구단 목록
| 구미 스포츠토토 보은 상무 서울시청 수원 FC 인천 현대제철 화천 KSPO |

### 현재 참가 구단 (2023 시즌)
| 구단명                   | 지난 정규리그 순위 | 팀 창단 년도 | 리그 참가 횟수 | 연고지 | 홈 구장                   | 감독   |
| ------------------------ | ------------------ | ------------ | -------------- | ------ | ------------------------- | ------ |
| 인천 현대제철 레드엔젤스 | 1위                | 1993         | 14             | 인천   | 인천남동경기장            | 김은숙 |
| 경주 한국수력원자력      | 2위                | 2017         | 6              | 경주   | 경주축구공원 제3구장      | 송주희 |
| 화천 KSPO                | 3위                | 2011         | 12             | 화천   | 화천생활체육공원 주경기장 | 임종국 |
| 수원 FC                  | 4위                | 2008         | 14             | 수원   | 수원종합운동장            | 박길영 |
| 창녕 WFC                 | 5위                | 2018         | 5              | 창녕   | 창녕스포츠파크            | 김철웅 |
| 서울시청                 | 6위                | 2004         | 14             | 서울   | 서울월드컵 보조경기장     | 유영실 |
| 문경 상무                | 7위                | 2007         | 14             | 문경   | 문경시민운동장            | 이미연 |
| 세종 스포츠토토          | 8위                | 2011         | 12             | 세종   | 세종 중앙공원 축구장      | 윤덕여 |

### 해체 구단
| 클럽           | 연고지 | 창단 년도 | 리그 참가       |
| -------------- | ------ | --------- | --------------- |
| 충남 일화 천마 | 충남   | 2005      | 2009년 ~ 2012년 |
| 이천 대교      | 이천   | 2002      | 2009년 ~ 2017년 |

## 역대 챔피언결정전
| 시즌 | 우승             | 득점                         | 준우승       |
| ---- | ---------------- | ---------------------------- | ------------ |
| 2009 | 대교 캥거루스    | 2 - 0 (1 - 0, 1 - 0)         | 현대제철     |
| 2010 | 수원시설관리공단 | 2 - 1 (0 - 1, 2 - 0)         | 현대제철     |
| 2011 | 고양 대교눈높이  | 5 - 3 (2 - 2, 3 - 1)         | 현대제철     |
| 2012 | 고양 대교눈높이  | 3 - 2 (0 - 1, 3 - 1)         | 현대제철     |
| 2013 | 인천 현대제철    | 4 - 2 (1 - 1, 3 - 1)         | 서울시청     |
| 2014 | 인천 현대제철    | 1 - 0 (1 - 0, 0 - 0)         | 고양 대교    |
| 2015 | 인천 현대제철    | 1 (4 PSO 3) 1 (0 - 0, 1 - 1) | 이천 대교    |
| 2016 | 인천 현대제철    | 4 - 0 (0 - 0, 4 - 0)         | 이천 대교    |
| 2017 | 인천 현대제철    | 6 - 0 (3 - 0, 3 - 0)         | 화천 KSPO    |
| 2018 | 인천 현대제철    | 4 (3 PSO 1) 4 (0 - 3, 4 - 1) | 경주 한수원  |
| 2019 | 인천 현대제철    | 1 - 0 (0 - 0, 1 - 0)         | 수원도시공사 |
| 2020 | 인천 현대제철    | 2 - 0 (0 - 0, 2 - 0)         | 경주 한수원  |
| 2021 | 인천 현대제철    | 2 - 1 (1 - 1, 1 - 0)         | 경주 한수원  |
| 2022 | 인천 현대제철    | 2 - 0 (0 - 0, 2 - 0)         | 경주 한수원  |
| 2023 | 인천 현대제철    | 7 - 5 (1 - 3, 6 - 2)         | 수원 FC 위민 |
| 2024 | 수원 FC 위민     | 3 - 2 (2 - 0, 1 - 2)         | 화천 KSPO    |

## 역대 올스타전
| 시즌 | 날짜                                   | 결과                                     | 장소                                   |
| ---- | -------------------------------------- | ---------------------------------------- | -------------------------------------- |
| 2009 | 2009년 8월 10일                        | 중부 올스타 3 - 0 남부 올스타            | 목포국제축구센터                       |
| 2010 | 2010년 7월 1일                         | 남부 올스타 4 - 3 중부 올스타            | 화천생활체육주경기장                   |
| 2011 | 2011년 6월 13일                        | 가이아 9 - 6 아테나                      | 보은공설운동장                         |
| 2012 | 2012년 6월 4일                         | 블루미르 5 - 4 레드미르                  | 보은공설운동장                         |
| 2013 | 2013년 6월 3일                         | 판타지스타 4 - 4 페노메논                | 보은공설운동장                         |
| 2014 | 2014년 6월 2일                         | 개최취소                                 | 개최취소                               |
| 2015 | 미개최                                 | 미개최                                   | 미개최                                 |
| 2016 | 2016년 8월 21일                        | WK리그 올스타 1 (5 PSO 3) 1 프랑크푸르트 | 울산종합운동장                         |
| 2017 | 2017년 11월 25일                       | WK리그 올스타 2 (4 PSO 2) 2 아이낙 고베  | 인천남동아시아드경기장                 |
| 2018 | 미개최 (북한과 대결 추진하였으나 무산) | 미개최 (북한과 대결 추진하였으나 무산)   | 미개최 (북한과 대결 추진하였으나 무산) |

## 공인구
STAR 社 - 올뉴 폴라리스 5000

## 같이 보기
- 대한민국의 축구